# オフィス・ワット
株式会社オフィス・ワットは、かつて存在した日本の芸能事務所。主に声優のマネージメントを行っていた。

## 所属声優

### 男性
- 岩田博行

### 女性
- 有川まと
- 沢口ルミ子
- 三清直美
- 牧薫子

## かつて所属していた声優
- 大森章督（現所属：アクセント）
- 小野健一（現所属：Rush Style）
- 小森三平（現所属：ALBA）
- 斉藤瑞樹（在籍中に死去）
- 隆麻衣子（現所属：ALBA）
- 竹田雅則（フリー）
- 辻親八（現所属：ステイラック）
- 永堀美穂（フリー）